# Von Gaffron und Oberstradam
von Gaffron und Oberstradam är en av Schlesiens och Preussens äldsta uradliga ätter.

## Historik
Ätten är dokumenterat belagd i Breslau 1329 då riddaren Janco von Gavron den 17 juli 1329 erhöll förläningen Oberstradam i hertigdömet Schlesien. Ätten ägde och bebodde slotten Gaffron, Haltauf, Kunern, Mittel-Schreibendorf, och Oberstradam med flera.
Evangelisk Schlesisk uradel vars äldste kände medlem var Lorenz de Gavron (1179 – 12 mars 1232), biskop av Kloster Leubus och Breslau samt innehavare riddargodset Trembatschau. Från denne stammar de två bröderna riddaren Janco von Gavron, som enligt urkund den 17 juli 1329 av Hertig Boleslav III av Liegnitz och Breslau utnämndes till ärftlig länsherre till Oberstradam. Dennes son Zawissius omtalas som innehavare av Oberstradam 1349–1393. Brodern och riddaren Pribze (Przepko) von Gavron, omtalas 1358 som innehavaren av riddargodset Trembatschau och Butschau (Namnslau). Från dessa bröder kom ätten Gaffron att dela sig i tre linjer Trembatschau – Oberstradam – Zobel, varav linjen Oberstradam fortlever.
I samband med reformationen kom släkten att övergå från katolicismen till protestantismen. Resultatet blev att flera medlemmar av släkten kom att lämna Schlesien under slutet av 1500- och 1600-talet för att ta tjänst i andra stater. Den mest kände av dessa var generallöjtnanten Adam Abraham von Gaffron und Oberstradam (1665–1738) som lämnade Schlesien för att inte tvingas att gå över till katolicismen. Han blev guvernör av Fyn och kommendant för Nyborg slott i Danmark.
En annan känd medlem av släkten var Ernst Marimilian Hermann von Gaffron auf Kunern (1797–1870), riksdagsman i det preussiska parlamentet och rättsriddare av Preussiska Johanniterorden. Han upphöjdes till friherre av kung Fredrik Vilhelm IV av Preussen 15 oktober 1840.
Polsk konfirmation på att föra friherrlig krona till vapenskölden erhölls för samtliga medlemmar 15 oktober 1845. Konfirmationen av titelföring redovisas i Wykazy Polskich Rodzin Szlacheckich och i Polska Encyklopedia Szlachecka, Polen.
Paul Bruno von Gaffron und Oberstradam invandrade till Sverige 1947. Paul Bruno gifte sig 1952 med Antonia von Hildebrandt och från dem härstammar samtliga svenska medlemmar av släkten. Släkten är sedan 2007 medlem i Ointroducerad Adels Förening OAF.

## Kända personer från släkten
- Lorenz de Gavron, 1179 – 12 mars 1232, Biskop av Leubus och Breslau samt innehavare riddargodset Trembatschau.
- Riddaren Janco von Gaffron, utnämnd till länsherre till Oberstradam, 17 juli 1329.
- Riddaren Zawissius de Gaveron, Kanslern / statsminister 1349 - 1393 hos hertig Bolek II av Opolski (Polen).
- Riddaren Przibe von Gawron gav år 1358 i förläning riddargodset Buschka till Thamme von Hayn och till dennes efterkommanden.
- Marimilian von Gaffron (1632–1677) lämnade hertigdömet Oels 1628 då han förlorat riddargodset Schollendorf i en process med borggreven Hannibal zu Dohna.
- Adam Abraham von Gaffron und Oberstradam (född 11 oktober 1665, död 11 maj 1738) var dansk generallöjtnant, Guvernör av Fyn och Kommendant för Nyborg fästning. Riddare av danska Dannebrogen 1712 och 1738 riddare av stora Dannebrogen.
- Heinrich von Gaffron (1813–1880) var upptäcktsresande och forskare.
- Auguste Hyrtl, född von Gaffron, (född 22 februari 1818 i Braunschweig, död 18 november 1901 i Perchtoldsdorf i Wien) var en tysk författarinna.
- Antonie Brehmer-Gaffron, född von Gaffron (född 28 maj 1833 i Breslau, död 4 juli 1908 i Triest) var en tysk författarinna.
- Löjtnant Ernst Marimilian von Gaffron (1867–1911) sårades dödligt i en uppmärksammad duell med Rudolf von Richthofen, i Berlin den 10 maj 1911.
- Konstnären Klaus von Gaffron, (f. 1944) erhöll den 6 februari 2006 Tyska förbundsrepublikens förtjänstorden för konstnärliga gärningar.